# Адитта Ванса
Адитта Ванса — мальдивское государство, образованное в первой четверти III века до нашей эры первым самодержцем народа дивехи Шри Соорудасаруной Адиттьёй, оставившим след во всемирной истории. Он представлял собой сына индийского монарха Шри Брахамы Аддитьи, восседавшего на престоле Калинги. По неясной причине монарх разгневался на своего сына и отправил его в ссылку на острова архипелага.
У власти в Адитте Вансе находилась династия Солар. История государства подробна описана на медных гравировальных досках, получивших наименование «Мапананса». Последней её самодержицей выступила Дамахар. Прекратило существование в первой четверти XI века в связи с выходом последней замуж за первого монарха из династии Лунар Шри Баладиттью, образовавшего новое государство под названием «Сома Ванса». Потомки Дамахар и Баладиттьи принадлежали к обоим династиям. Таким образом, смена наименования носила лишь формальный характер.